# Quận Adams, Colorado
Quận Adams là quận đông dân thứ năm trong số 64 quận của tiểu bang Colorado của Hoa Kỳ. Các Cục Điều tra Dân số Hoa Kỳ ước tính rằng dân số quận là 430.826 người trong năm 2008, tăng 23,87% kể từ khi Hoa Kỳ điều tra dân số năm 2000 [2]. Quận được đặt tên theo Alva Adams, Thống đốc Tiểu bang Colorado 1887-1889, 1897-1899, và năm 1905. Quận lỵ là Brighton.

## Thông tin nhân khẩu
Theo điều tra dân số 2 năm 2000, đã có 363.857 người, 128.156 hộ gia đình, và 92.144 gia đình sống trong quận. Mật độ dân số là 305 người trên một dặm vuông (118/km ²). Đã có 132.594 đơn vị nhà ở với mật độ trung bình là 111 dặm vuông (43/km ²). Cơ cấu chủng tộc của dân cư quận gồm có 77,29% người da trắng, 2,97% da đen hay người Mỹ gốc Phi, 1,19% người Mỹ bản xứ, 3,21% người châu Á, 0,12% người đảo Thái Bình Dương, 11,73% từ các chủng tộc khác, và 3,49% từ hai hoặc nhiều chủng tộc. 28,19% dân số là người Hispanic hay Latino thuộc chủng tộc nào.
Đã có 128.156 hộ, trong đó 37,80% có trẻ em dưới 18 tuổi sống chung với họ, 53,80% là các cặp vợ chồng sống với nhau, 12,10% có chủ hộ là nữ không có mặt chồng, và 28,10% là không lập gia đình. 21,20% của tất cả các hộ gia đình đã được tạo thành từ các cá nhân và 5,50% có người sống một mình 65 tuổi trở lên đã được người. Bình quân mỗi hộ là 2,81 và cỡ gia đình trung bình là 3,27.
Trong quận có độ tuổi dân với 28,60% ở độ tuổi dưới 18, 10,30% 18-24, 34,00% 25-44, 19,40% 45-64, và 7,80% 65 tuổi trở lên. Tuổi trung bình là 31 năm. Cứ mỗi 100 nữ có 102,80 nam giới. Cứ mỗi 100 nữ 18 tuổi trở lên, đã có 102,10 nam giới.
Thu nhập trung bình cho một hộ gia đình trong quận đã được $ 47.323, và thu nhập trung bình cho một gia đình là $ 52.517. Nam giới có thu nhập trung bình $ 36.499 so với 28.053 Mỹ kim cho phái nữ. Thu nhập trên đầu cho các quận được $ 19.944. Giới 6,50% gia đình và 8,90% dân số sống dưới mức nghèo khổ, trong đó có 10,90% những người dưới 18 tuổi và 7,30% có độ tuổi từ 65 trở lên. 